# Сторден (Міннесота)
Сторден (англ. Storden) — місто (англ. city) в США, в окрузі Коттонвуд штату Міннесота. Населення — 225 осіб (2020).

## Географія
Сторден розташований за координатами 44°2′22″ пн. ш. 95°19′9″ зх. д. / 44.03944° пн. ш. 95.31917° зх. д. (44.039575, -95.319293).  За даними Бюро перепису населення США в 2010 році місто мало площу 0,57 км², уся площа — суходіл.

## Демографія
Згідно з переписом 2010 року, у місті мешкало 219 осіб у 104 домогосподарствах у складі 57 родин. Густота населення становила 381 особа/км².  Було 124 помешкання (216/км²).
Расовий склад населення:
| - 96,8 % — білих - 1,4 % — чорних або афроамериканців |

До двох чи більше рас належало 1,8 %. Частка іспаномовних становила 0,9 % від усіх жителів.
За віковим діапазоном населення розподілялося таким чином: 22,8 % — особи молодші 18 років, 57,1 % — особи у віці 18—64 років, 20,1 % — особи у віці 65 років та старші. Медіана віку мешканця становила 44,8 року. На 100 осіб жіночої статі у місті припадало 108,6 чоловіків;  на 100 жінок у віці від 18 років та старших — 103,6 чоловіків також старших 18 років.
Середній дохід на одне домашнє господарство  становив 48 581 долар США (медіана — 40 139), а середній дохід на одну сім'ю — 62 435 доларів (медіана — 55 938). Медіана доходів становила 37 500 доларів для чоловіків та 29 167 доларів для жінок. За межею бідності перебувало 9,7 % осіб, у тому числі 10,6 % дітей у віці до 18 років та 12,3 % осіб у віці 65 років та старших.
Цивільне працевлаштоване населення становило 108 осіб. Основні галузі зайнятості: освіта, охорона здоров'я та соціальна допомога — 21,3 %, мистецтво, розваги та відпочинок — 9,3 %, будівництво — 9,3 %.